# Forum van Trajanus

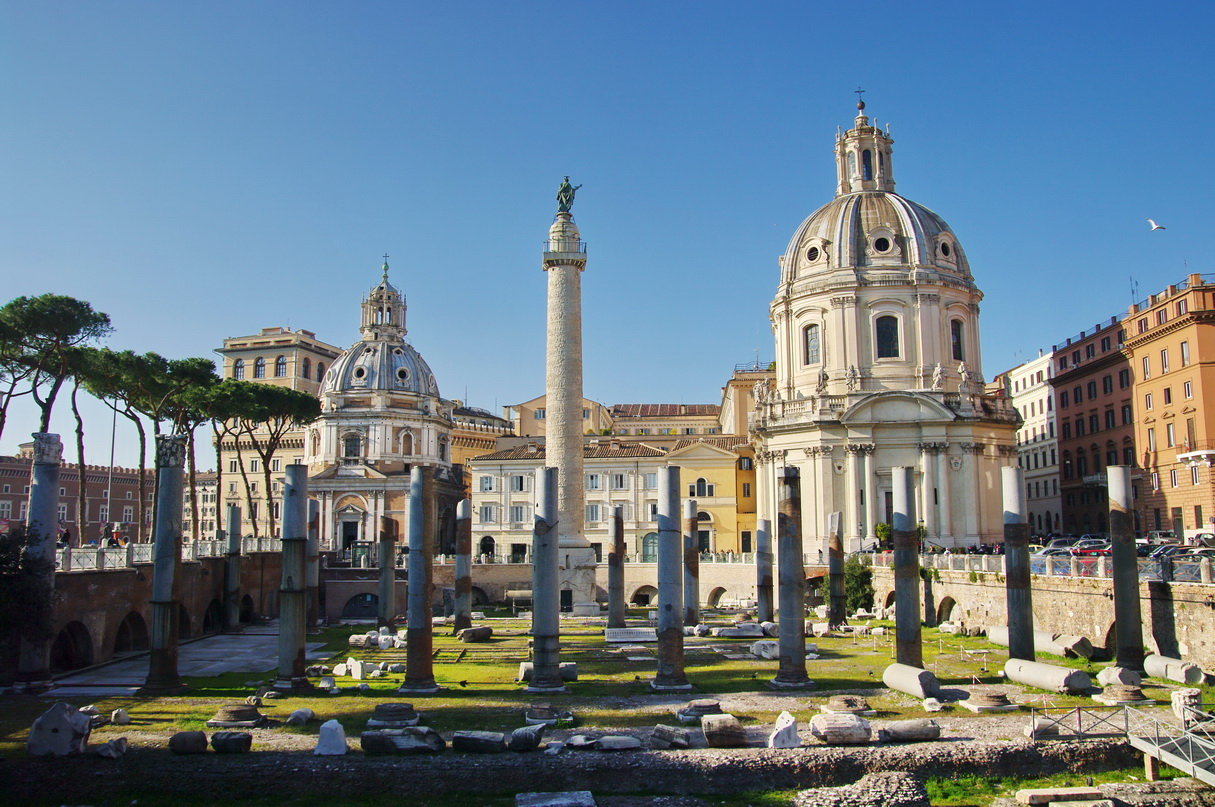
Restanten van het Forum van Trajanus met erachter de markten

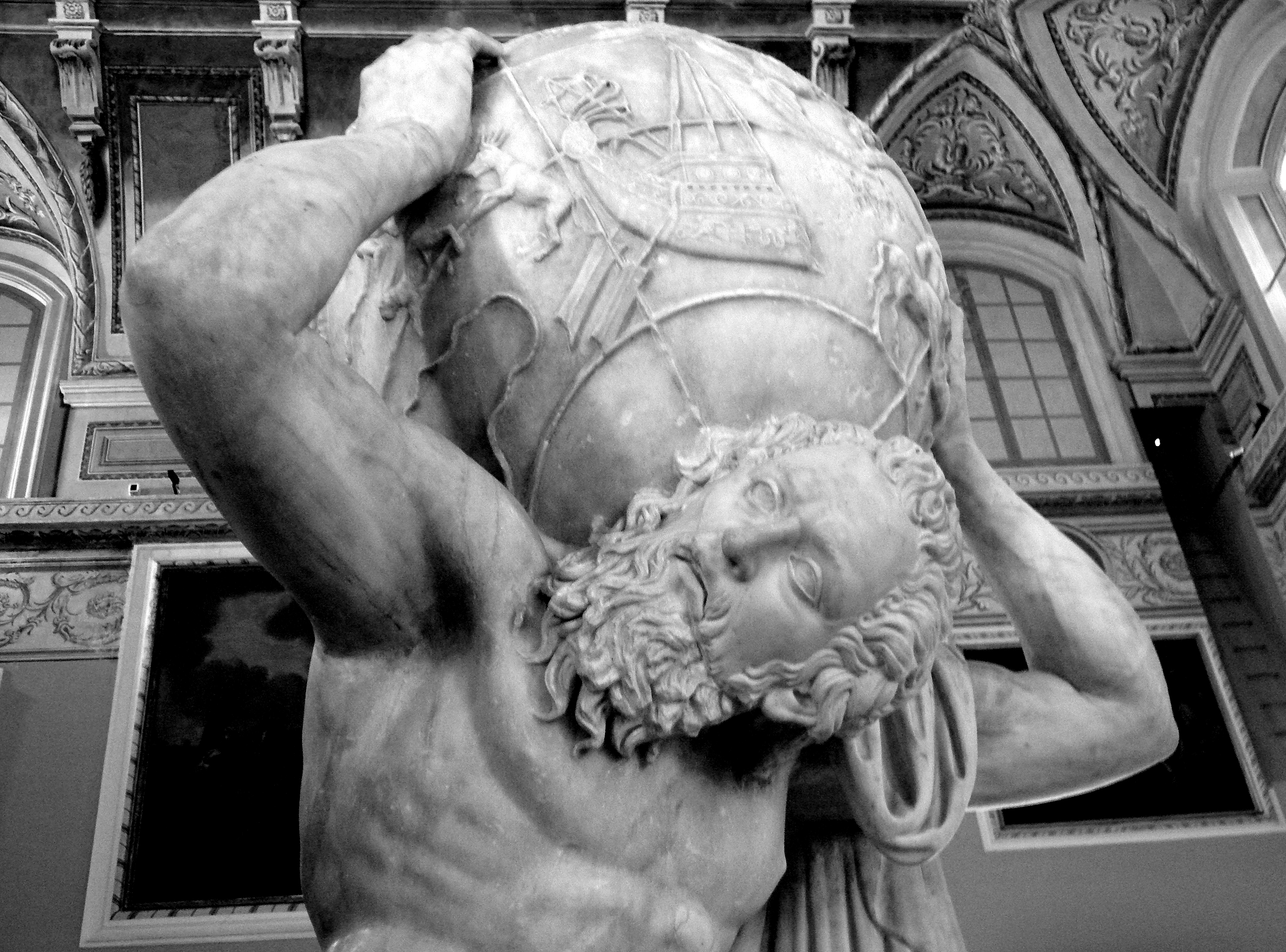
De Atlas van Farnese, in de 16e eeuw opgegraven in de bibliotheek van het forum en nu te zien in het Museo Archeologico Nazionale di Napoli.

Het Forum van Trajanus (Latijn: Forum Traiani) was het laatst gebouwde en tevens grootste van de vijf keizerlijke fora van Rome.
Trajanus gaf in 107 de beroemde architect Apollodorus van Damascus opdracht met de bouw en inrichting van het forum te beginnen. In 112 werd het geopend om de verovering van Dacië te vieren. Met de oorlogsbuit werd het forum gefinancierd. Het complex werd echter pas voltooid in het jaar 143.
Omdat er niet genoeg vlakke, bebouwbare ruimte was om het geplande complex te realiseren werden er aanpassingen gedaan aan verschillende gebouwen en werd de glooiing die de Capitolijn met de Quirinaal verbond afgegraven. Ook werd er een stuk van de westkant van de Quirinaal afgegraven, de Markten van Trajanus werden hier tegenaan gebouwd (zie afbeelding).
Het plein, dat de klassieke rechthoekige vorm had, betrad men door onder een triomfboog door te lopen. Aan weerskanten van het plein bevonden zich zuilengalerijen, aan de achterzijde werd het afgesloten door de Basilica Ulpia. Voor de basilica stond een imposant ruiterstandbeeld van de keizer, terwijl achter de basilica de Zuil van Trajanus verrees.
Hoe indrukwekkend het forum was blijkt uit de beschrijving door Ammianus Marcellinus van de indruk die het forum maakte op keizer Galerius (305-311) bij zijn intocht in Rome: "Maar toen hij aan het Forum van Trajanus kwam, een bouwwerk dat, denk ik, uniek is onder de hemel - een wonder, daarover zullen zelfs de goden het eens zijn - bleef hij overdonderd staan terwijl hij dat hele gigantische complex beschouwde, dat elke beschrijving tart en door geen sterveling ooit zal worden geëvenaard." (Amm. Marc. 16.10.15, vertaling Aart Blom)

## Onderdelen
Het forum bestond uit 5 delen:
- Het grote plein met in het midden het Ruiterstandbeeld van Trajanus. Het plein was aan drie zijden omgeven door colonnades. Hier hing een groot fries, waarop de Dacische oorlog stond uitgebeeld.
- De Basilica Ulpia, een grote vijfbeukige basilica die gebruikt werd voor de rechtspraak.
- Een Griekse en een Latijnse bibliotheek aan de achterzijde van de Basilica Ulpia.
- De beroemde Zuil van Trajanus: deze stond tussen de bibliotheken in en kon vanaf de eerste etage van de basilica bezichtigd worden.
- De Tempel van Trajanus: deze werd na de dood van de keizer als laatste bouwwerk door zijn opvolger Hadrianus aan het forum toegevoegd.

De Markten van Trajanus, een groot winkel- en kantorencomplex, werden gelijktijdig met forum gebouwd, maar horen daar niet bij. De markten zijn grotendeels bewaard gebleven. De halfronde vorm van het gebouw aan de zijde van het forum was om een van de grote exedra's van de collonades van het forumplein heen gebouwd.